# Jan van Ryen
 (février 2021).
Si vous disposez d'ouvrages ou d'articles de référence ou si vous connaissez des sites web de qualité traitant du thème abordé ici, merci de compléter l'article en donnant les références utiles à sa vérifiabilité et en les liant à la section « Notes et références ».
Jan Van Ryen était un pirate, corsaire et explorateur néerlandais du XVIIe siècle.
Dans les années 1620, il fut chargé par la compagnie néerlandaise des Indes occidentales d'attaquer et de s'emparer des navires espagnols des Indes occidentales. En novembre 1626, il proposa au parlement néerlandais de partir créer une colonie néerlandaise au Guyana et demanda dans ce but qu'on lui confie des navires et des hommes. Le parlement accepta et la colonie fut établie, mais celle-ci fut vite attaquée et rasée par les autochtones, vraisemblablement en 1627. Jan Van Ryen fut probablement tué dans cette attaque bien que certaines sources prétendent qu'il aurait réussi à regagner les Provinces-Unies où toute trace de lui aurait été perdue par la suite. 

## Sources
- (en) Cet article est partiellement ou en totalité issu de l’article de Wikipédia en anglais intitulé « Jan van Ryen » (voir la liste des auteurs).